# Chace Crawford
Christopher Chace Crawford (* 18. července 1985, Lubbock, Texas, USA), známější pod jménem Chace Crawford, je americký herec. Je známý svoji rolí Nate Archibalda v seriálu televize The CW Super drbna.

## Mládí a studium
Crawford se narodil v Lubbocku v Texasu a vyrůstal v Dallasu. Jeho otec Chris, je dermatolog a jeho matka Dana je učitelka. Má mladší sestru, bývalou královnu krásy Candice Crawford. Byl vychováván jako baptista. Žil 4 roky v Bloomingtonu v Minnesotě a potom odmaturoval na Trinity Christian Academy. Po maturitě se rozhodl navštěvovat Pepperdinskou univerzitu a studovat žurnalismus a marketink. Školu kvůli herecké kariéře nedodělal.

## Kariéra
Crawford se poprvé objevil ve filmu Síly temna v roce 2006 jako Tyler Simms. V televizi se poprvé objevil v březnu roku 2007, když získal jednu z hlavních rolí v seriálu televize CW Super drbna.
V lednu 2009 si zahrál v hudebním videoklipu Leony Lewis k písničce "I Will Be". Ve stejném roce byl Crawford vyhlášen nejvíce sexy svobodným mužem časopisem People. Ve filmu Twelve si zahrál drogového dealera Mika. Film byl inspirován stejnojmennou novelou Nicka McDonella a měl premiéru na Filmovém festivalu Sundance 31. ledna 2010. Byl připraven ujmout se hlavní role v remaku filmu Footloose, Footloose: Tanec zakázán, roli však nakonec získal Kenny Wormald.
V roce 2011 se objevil ve filmu Komuna mé matky, po boku Jane Fondy. V roce 2012 si zahrál po boku Cameron Diaz, Jennifer Lopez a Anny Kendrick ve filmu Jak porodit a nezbláznit se. V srpnu 2013 získal roli Arthura Barone v nezávislém filmu Undrafted. O rok později si zahrál přítele Quinn (Dianna Agron) v seriálu stanice FOX Glee.
V březnu 2015 bylo oznámeno, že byl obsazen do role Billyho v seriálu stanice ABC Blood and Oil. Seriál byl však zrušen po prvních deseti dílech. V roce 2016 si zahrál v nezávislém dramatu Undrafted. Ten samý rok si zahrál ve filmu Warrena Beatty Pravidla neplatí.
V dubnu 2016 byl obsazen do komedie I Do...Until I Don't, po boku Amber Heardové a Eda Helmse. V březnu 2017 se připojil k obsazení seriálu Casual v roli Byrona. Ten samý rok podepsal smlouvu na dramatický thrillerový film Nighthawks. Ve kterém si zahraje s Kevinem Zegersem.
V lednu 2018 získal roli v seriálu The Boys a ve filmu Charlie Says.

## Filmografie

### Film
| Rok  | Název                         | Role          | Poznámky |
| ---- | ----------------------------- | ------------- | -------- |
| 2006 | Síly temna                    | Tyler Simms   |          |
| 2008 | Loaded                        | Hayden Price  |          |
| 2008 | The Haunting of Molly Hartley | Joseph Young  |          |
| 2010 | Twelve                        | White Mike    |          |
| 2011 | Komuna mé matky               | Cole          |          |
| 2012 | Jak porodit a nezbláznit se   | Marco         |          |
| 2014 | Mountain Man                  | Cooper        |          |
| 2015 | Cry of Fear                   | Mike          |          |
| 2016 | Undrafted                     | Arthur Barone |          |
| 2016 | Pravidla neplatí              | mladý herec   |          |
| 2017 | Eloise                        | Jacob Martin  |          |
| 2017 | I Do...Until I Don't          | Egon          |          |
| 2018 | All About Nina                | Joe           |          |
| 2018 | Charlie Says                  | Tex Watson    |          |
| 2018 | Nighthawks                    | Stan          |          |
| 2018 | Riptide                       | Landen        |          |

### Televize
| Rok       | Název                                         | Role                           | Poznámky                          |
| --------- | --------------------------------------------- | ------------------------------ | --------------------------------- |
| 2006      | Dlouho hledaný syn                            | Matthew Williams/Mark Halloran | TV film                           |
| 2007–2012 | Super drbna                                   | Nathaniel "Nate" Archibald     | hlavní role, 115 dílů             |
| 2008–2010 | Griffinovi                                    | různé postavy (hlas)           | 4 díly                            |
| 2009      | Seth MacFarlane's Cavalcade of Cartoon Comedy | prodejce v obchodě (hlas)      | díl: „Things You Never Hear“      |
| 2009      | Robot Chicken                                 | John Connor (hlas)             | díl: „Cannot Be Erased, So Sorry“ |
| 2014      | Glee                                          | Biff McIntosh                  | díl: „100“                        |
| 2015      | Blood and Oil                                 | Billy LeFever                  | hlavní role, 10 dílů              |
| 2017      | Casual                                        | Byron                          | 2 díly                            |
| 2019      | The Boys                                      | The Deep                       |                                   |

## Ocenění a nominace
| Rok  | Ocenění               | Kategorie                                       | Práce                       | Výsledek  |
| ---- | --------------------- | ----------------------------------------------- | --------------------------- | --------- |
| 2008 | Teen Choice Award     | nejlepší seriálový herec: drama                 | Super drbna                 | nominace  |
| 2008 | Teen Choice Award     | objev roku: muž                                 | Super drbna                 | vítězství |
| 2009 | Teen Choice Award     | nejlepší seriálový herec: drama                 | Super drbna                 | vítězství |
| 2009 | Teen Choice Award     | nejvíce sexy muž                                |                             | nominace  |
| 2010 | Teen Choice Award     | nejlepší seriálový herec: drama                 | Super drbna                 | vítězství |
| 2011 | People's Choice Award | nejoblíbenější seriálový herec: drama           | Super drbna                 | nominace  |
| 2011 | Teen Choice Awards    | nejlepší seriálový herec: drama                 | Super drbna                 | vítězství |
| 2012 | Teen Choice Award     | nejlepší filmový zloděj scén: muž               | Jak porodit a nezbláznit se | nominace  |
| 2016 | People's Choice Award | nejoblíbenější herec v novém televizním seriálu | Blood and Oil               | nominace  |